# Comuna Juravkî, Kirovske
Juravkî (în ucraineană Журавки) este o comună în raionul Kirovske, Republica Autonomă Crimeea, Ucraina, formată din satele Juravkî (reședința), Makivske, Novopokrovka, Tutivka și Vîdne.

## Demografie
Componența lingvistică a comunei Juravkî
     Rusă (47,94%)
     Tătară crimeeană (38,12%)
     Ucraineană (10,97%)
     Belarusă (1,11%)
     Alte limbi (0,04%)
Conform recensământului din 2001, nu exista o limbă vorbită de majoritatea populației, aceasta fiind compusă din vorbitori de rusă (47,94%), tătară crimeeană (38,12%), ucraineană (10,97%) și belarusă (1,11%).